# Hyrkánské lesy
Hyrkánské lesy (persky جنگل‌های هیرکانی‎), v širším pojetí Kaspicko-Hyrkánské lesy, tvoří téměř tisíc kilometrů dlouhý pás listnatých a smíšených lesů podél jižního pobřeží Kaspického moře na území jihovýchodního Ázerbájdžánu a pěti severoíránských provincií od Ardabílu a Gílánu až po Severní Chorásán. Větší část tohoto lesního masívu na území Íránu byla pod souhrnným názvem Hyrkánské lesy, odvozeným od pojmenování starověké Hyrkánie (perského Gorgánu), zapsána na seznam Světového přírodního dědictví na 43. zasedání UNESCO, které se konalo v červenci 2019 v Baku. V září 2023 byla památka UNESCO rozšířena o další lokality v Ázerbájdžánu. 

## Historie a popis území
Nejstarší historie tohoto unikátního lesního masívu sahá do doby před 25 až 50 miliony let, kdy zdejší lesy pokrývaly část území na severu nynějšího Íránu, která náleží do mírného podnebního pásu. Během chladných a suchých období čtvrtohor (glaciálů) byl lesní masív redukován, v pozdější době se opět postupně obnovoval. Pás Hyrkánských lesů, který je na jihu ohraničený pohořím Alborz a na severu Kaspickým mořem, se táhne od jihovýchodních hranic ázerbájdžánského území až po severní íránské provincie Golestán a Severní Chorásán. 

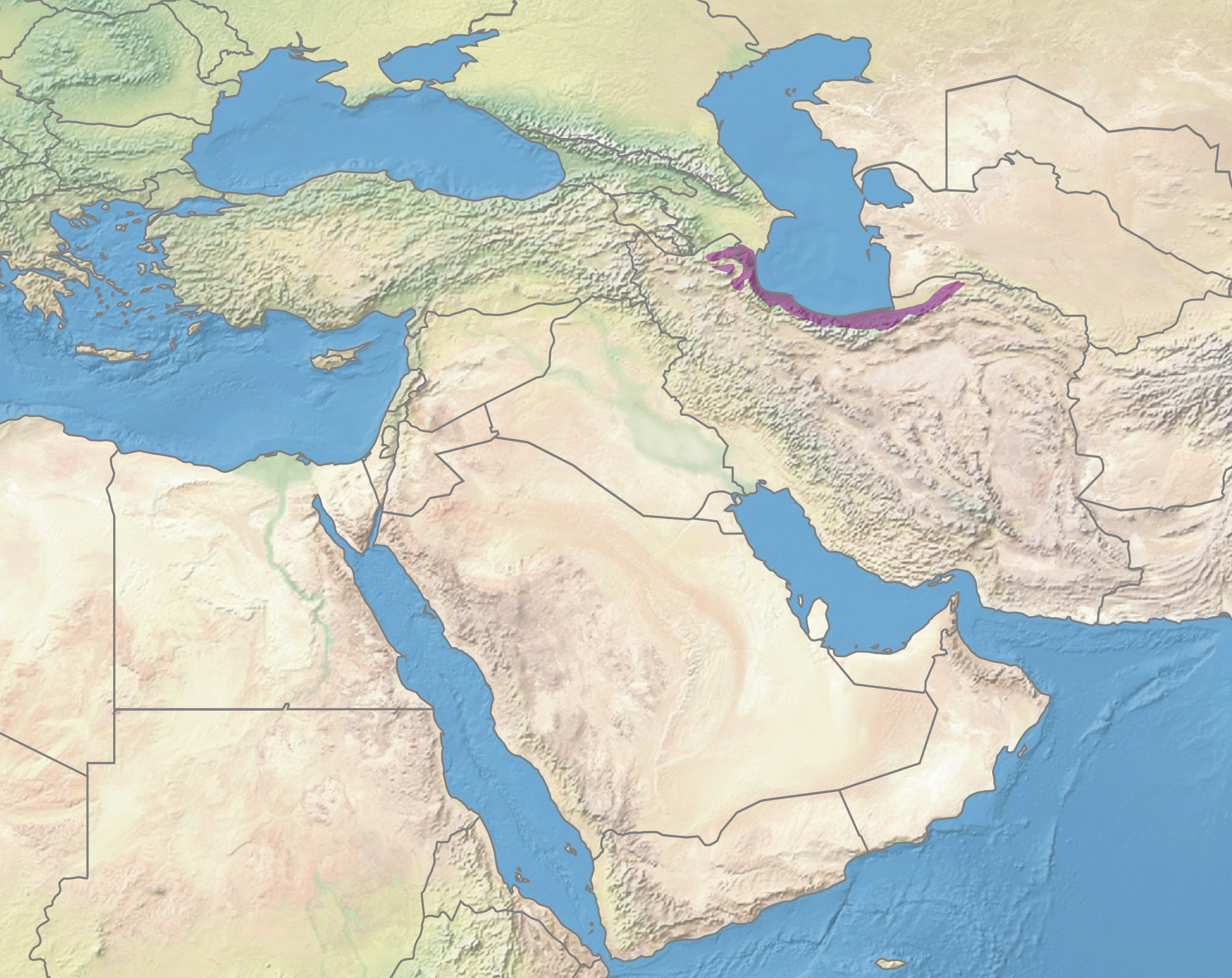
Vyznačení pásu Kaspicko-Hyrkánských lesů

Pokud jde o zápis na seznam Světového dědictví, původní žádost o zapsání Kaspicko-Hyrkánských lesů předložil světové organizaci UNESCO v roce 2006 Ázerbájdžán. Žádost byla však zamítnuta, neboť nebylo možno uznat nárok Ázerbájdžánu o registraci pod jeho jménem z důvodu, že na území tohoto státu se nachází pouze necelých 20 000 ha těchto chráněných lesů, zatímco v Íránu jejich rozloha činí na 2 miliony hektarů. Írán poté navrhl společnou registraci, k dohodě však nedošlo.

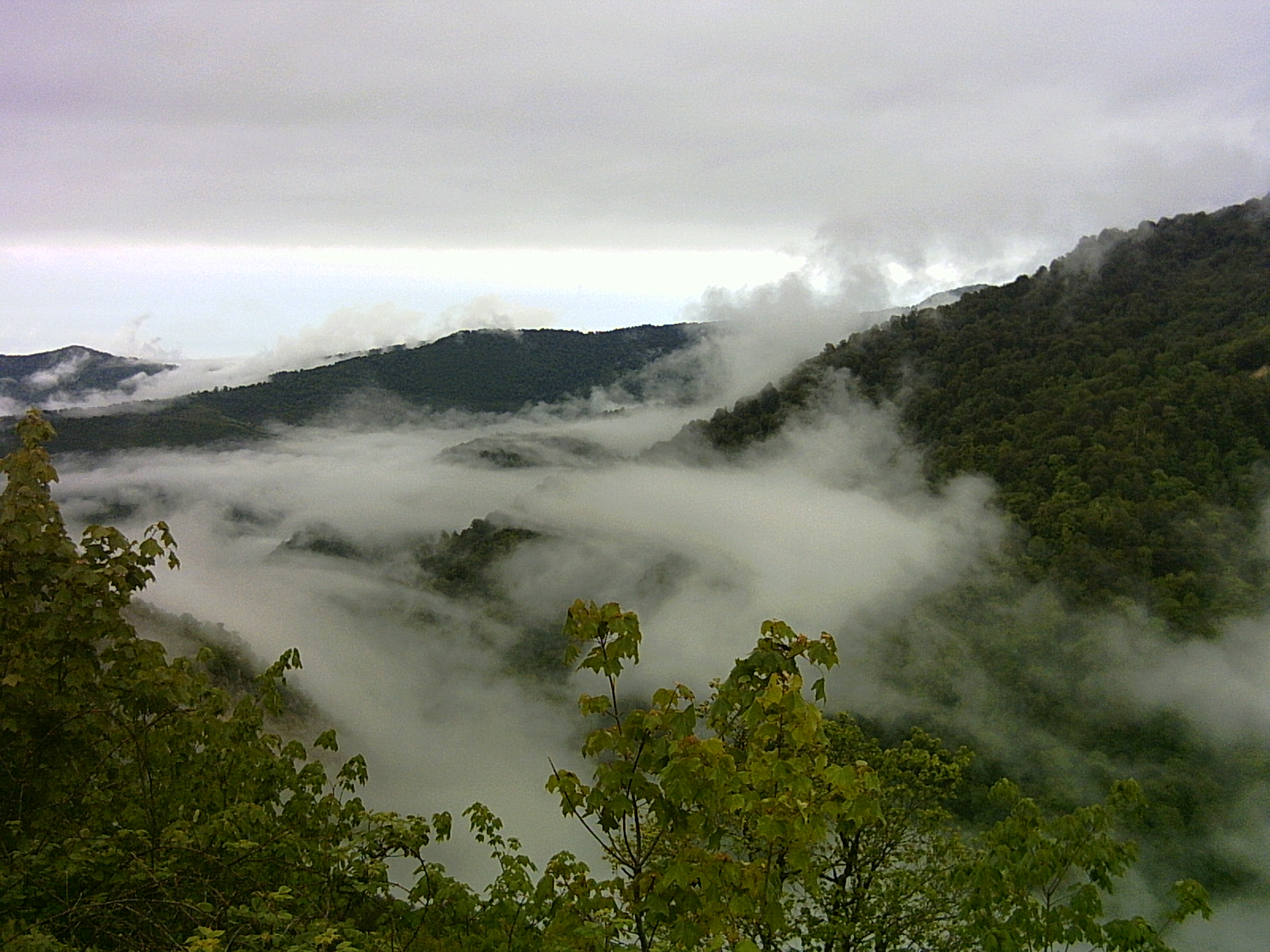
Krajina podél silnice z Baladehu do Rojanu severně od Teheránu

Nakonec byl v roce 2019 na seznam Světového dědictví UNESCO zařazen zhruba 850 km dlouhý pás lesů, protínající íránské provincie Gílán, Mázandarán a Golestán. Na tomto rozlehlém území žije přibližně 7,5 miliónu lidí. Chráněné lesy jsou ve společné správě tří národních institucí: Organizace pro správu íránských lesů, krajiny a povodí (anglicky Iranian Forests, Range, Watershed and Management Organizationanglicky, FRWO), ministerstva životního prostředí (anglicky Department of Environment, DoE) a Organizace pro kulturní dědictví, umělecká řemesla a cestovní ruch (persky سازمان میراث فرهنگی، صنایع دستی و گردشگری‎ anglicky Iran Cultural Heritage, Handcrafts and Tourism Organization).

## Flóra
Hodnota biodiverzity v Hyrkánských lesích je z celosvětového hlediska unikátní. Na území, zařazeném na seznam Světového dědictví, bylo zdokumentováno kolem 3 200 druhů cévnatých rostlin, což je zhruba 44 % těchto rostlin, vyskytujících se v Íránu. Vzhledem k izolaci oblasti, sevřené mezi vysokohorským pásmem a mořem, se zde vyskytuje mnoho reliktních, ohrožených a endemických druhů. Za endemické a místně subendemické bylo označeno 280 taxonů a na 500 zdejších druhů rostlin patří mezi íránské endemity. Příznivé klima během ledových dob napomohlo zachování vzácných třetihorních reliktů, kterými jsou například parocie perská (Parrotia persica), zelkova habrolistá (Zelkova carpinifolia), lapina jasanolistá (Pterocarya pterocarpa), tomel obecný (Diospyros lotus) nebo škornice zpeřená (Epimedium pinnatum).
Téměř třetinu (32,7 %) plochy lesů tvoří porosty buku východního (Fagus orientalis). V nižších polohách lesů převládají olše, jasany nebo zederach hladký, ve středních nadmořských výškách jsou to lesy buku východního s habrem obecným (Carpinus betulus) a zmíněnou parocií perskou; bohaté je zde keřové patro a množství lián. Na suchých stanovištích vyšších poloh dominují duby, např. dub velkokvětý, některé jeřáby, javory a hrušně. Jehličnaté druhy, mezi něž patří například tis červený (Taxus baccata), cypřiš stálezelený (Cupressus sempervirens) nebo jalovec, se vyskytují vesměs jen jako příměs.

## Fauna
V prostředí Hyrkánských lesů bylo zaznamenáno 58 druhů ptáků a stejný počet druhů savců. Od 70. let 20. století až do roku 2003 zde byl dokonce registrován výskyt nyní již vyhynulého tygra kaspického (Panthera tigris tigris). Mezi nejznámější obyvatele Hyrkánských lesů patří levhart perský, který je řazen mezi ohrožené druhy. Z velkých savců zde dále žijí například medvědi hnědí, rysi, vlci, divoká prasata nebo šakali. Z ptáků lze mj. jmenovat některé druhy hus (husa velká, husa běločelá, berneška rudokrká), dále v oblasti žije drop malý, ibis hnědý, kolpík bílý, kvakoš noční, pelikán kadeřavý, volavka vlasatá, plameňák růžový, kachnice bělohlavá, velekur kaspický (Tetraogallus caspius) nebo sokol stěhovavý.